# 城关镇 (巴彦淖尔市)
城关镇，是中华人民共和国内蒙古自治区巴彦淖尔市临河区下辖的一个乡镇级行政单位。

## 行政区划
城关镇下辖以下地区：
万丰村、友谊村、五四村、继光村、增光村、宿亥村和远景村。